# Ora et labora

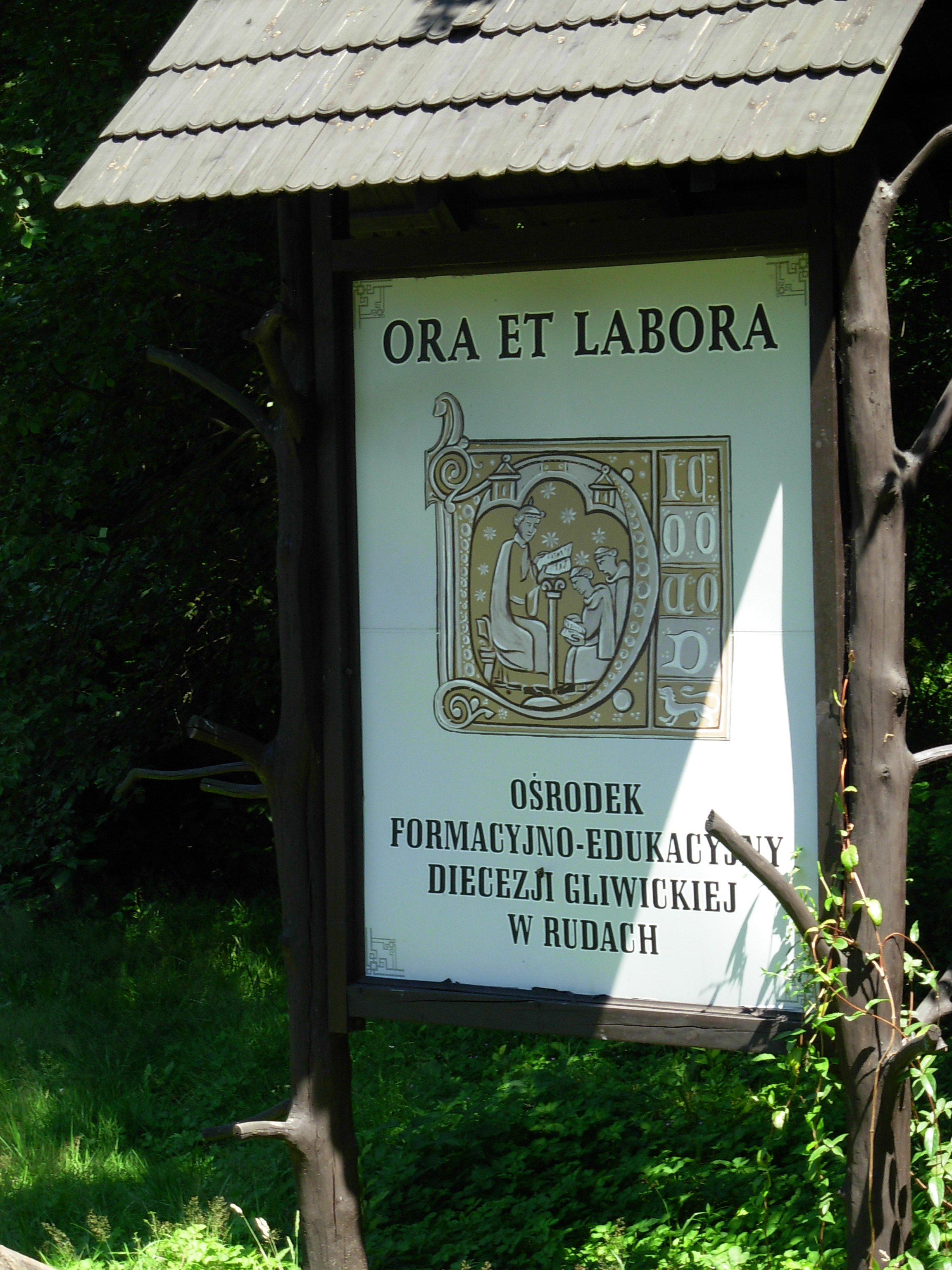
À l'entrée du monastère de Rudy (Silésie).

Ora et labora (en français : « prie et travaille ») est une expression latine qui est venue à exprimer la vocation et vie monastique bénédictine de louange divine alliée au travail manuel quotidien. D’origine récente (XIXe siècle) l’expression ne se trouve pas dans la règle de saint Benoît qui, à la louange et au travail ajoute en fait un troisième pilier de la vie monastique : la lectio divina (étude méditative de l’Écriture Sainte).

## Origine

### Les trois piliers de la règle bénédictine
Les chapitres 8 à 18 de la règle de saint Benoît instruisent en détail de la manière de chanter l’office divin. L’horaire quotidien est même fixé, tenant compte des saisons d’été et d’hiver.
Outre la louange divine, le travail manuel a une place importante. Ainsi au chapitre 48 : « L’oisiveté est ennemie de l’âme. Aussi les frères doivent-ils s’adonner à certains moments au travail manuel et à d’autres heures déterminées à la lecture de la parole divine. » Cette dignité donnée au travail manuel, qui reçoit dans la règle un statut quasi égal à la lecture de la parole est révolutionnaire. À l’époque de Saint Benoît on considérait le travail physique comme dégradant. Il était laissé aux serfs et classes inférieures. Au même chapitre 48 : « Ils sont vraiment moines s’ils vivent du travail de leurs mains, comme nos pères et les apôtres. »
Place est également donnée à la lectio divina cependant : la lecture et méditation de l’Écriture Sainte. Plusieurs heures par jour doivent y être consacrées. Toujours pratique Benoît détermine que chaque moine recevra un livre de la bibliothèque au début de carême qu’il lira intégralement ‘du début à la fin’ (R. 48,16).

### Ora et Labora
Prière et travail dans la vie du moine, d’après saint Benoît, sont accompagnés de la lecture méditative de la Bible : Ora et labora ne résume donc pas adéquatement la spiritualité bénédictine.
Un chercheur, Marie-Benoît D. Meeuws, a démontré, que l’expression ora et labora a son origine dans un livre sur la vie bénédictine écrit au XIXe siècle par le premier abbé de la nouvelle abbaye de Beuron en Allemagne, Maurus Wolter.
Bien qu’elle ne soit en rien la devise de l’ordre monastique de Saint-Benoît l’expression se répandit rapidement y compris chez les bénédictins. On la retrouve fréquemment à l’entrée ou au fronton des monastères de l’ordre, Populairement elle en est venue à exprimer la spiritualité monastique bénédictine.
La devise Ora et labora est adoptée dès le Moyen Âge par la Confréries des Vignerons de Vevey en Suisse, à l'origine de la Fête des Vignerons qui perdure encore aujourd'hui.